# Červený Kameň (château)
Pour les articles homonymes, voir Červený Kameň.
Červený Kameň (prononciation slovaque : [ˈt͡ʃɛrvɛniː ˈkamɛɲ], littéralement « pierre rouge ») est un château situé dans l’ouest de la Slovaquie sur le versant sud-est des Petites Carpates, au-dessus du village de Častá, à quelques kilomètres de Modra.

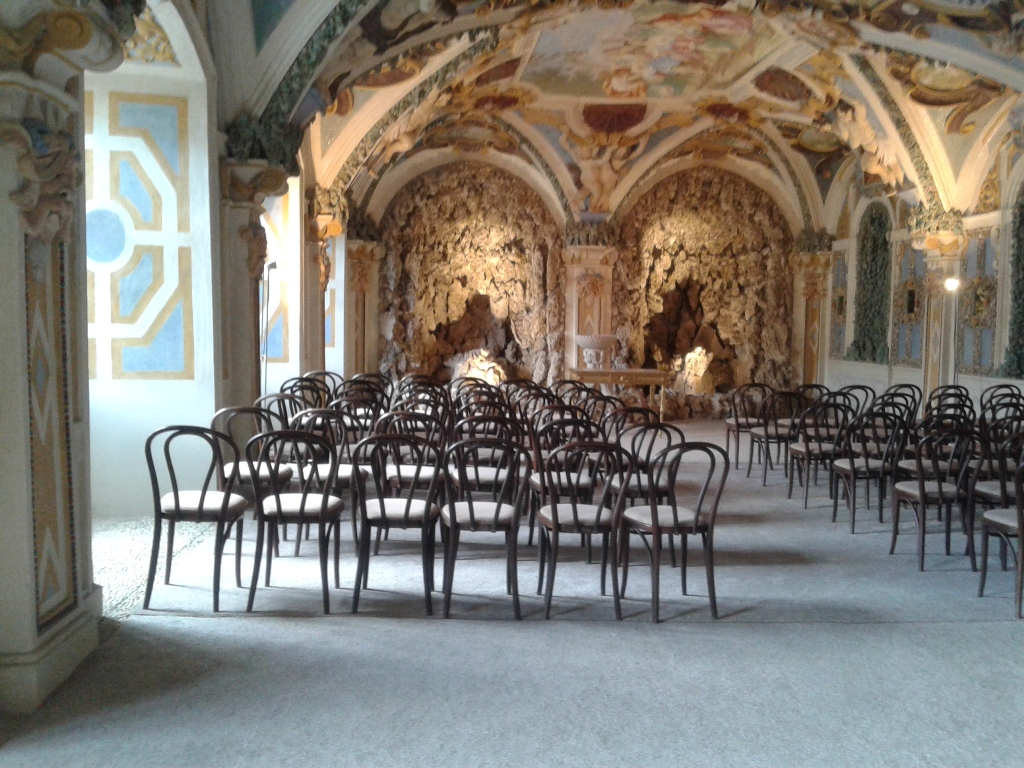
Une pièce du château